# Преподобномученик

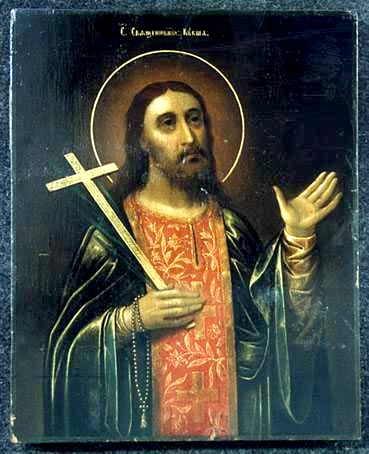
Преподобномученик Кукша Печерський

Преподобному́ченик (грец. όσιομάρτυς) — монах, який загинув мученицькою смертю. Жіночий відповідник — преподобномучениця.
Оскільки християнське чернецтво розвинулося в основному по закінченні переслідувань християн, коли християнство стало пануючою релігією Римської імперії, майже немає преподобномучеників, які б жили в перших століттях християнства (виняток становлять деякі пустельники, які загинули мученицькою смертю). З поширенням чернецтва з'являються й преподобномученики — як у Візантії (наприклад, ченці, що постраждали від гонінь імператорів-іконоборців), так і в Персії та в інших країнах.
На Русі преподобномученики з'явилися ще в домонгольський період, наприклад, преподобномученик Кукша, чернець Києво-Печерського монастиря, який проповідував в'ятичам і був убитий ними в 1113 році
В новітніх часах багато ченців і черниць загинуло від переслідувань радянського та фашистського режимів. Деякі з них були канонізовані Церквою. Зокрема, 27 червня 2001 року, Папа Римський Іван Павло II, під час свого візиту в Україну, проголосив блаженними групу українських новомучеників, серед яких було кілька преподобномучеників і преподобномучениць.